# マテンロウコマンド
マテンロウコマンド（欧字名:Matenro Command、2022年4月24日 - ）は、日本の競走馬。主な勝ち鞍は2025年の兵庫チャンピオンシップ。
馬名の意味は、摩天楼＋指揮する、率いる。

## 経歴
2022年夏のセレクトセール当歳にて、寺田千代乃に4100万円で落札された。
2024年6月1日、京都競馬場5Rの2歳新馬戦でデビューし、10着に敗れる。2戦目からはダートに転向、スタートで後手を踏むなどして2，3戦目は入着止まりだったが、4戦目の11月3日京都の未勝利戦で待望の初勝利を収めた。
2025年は始動戦となった1月12日の条件戦でシーズン初勝利を挙げると、3月16日の昇竜ステークスも差し切りで制し、オープン戦初勝利をマーク。5月1日の兵庫チャンピオンシップは道中3番手から直線抜け出し、重賞初挑戦での初優勝を果たした。鞍上の松山弘平騎手は、史上初となる兵庫のダートグレード4競走完全制覇を達成した。

## 競走成績
以下の内容は、JBISサーチおよびnetkeiba.comの情報に基づく。
| 競走日     | 競馬場 | 競走名            | 格     | 距離（馬場）  | 頭 数 | 枠 番 | 馬 番 | オッズ （人気） | 着順 | タイム （上がり3F） | 着差 | 騎手      | 斤量 [kg] | 1着馬（2着馬）     | 馬体重 [kg] |
| ---------- | ------ | ----------------- | ------ | ------------- | ----- | ----- | ----- | --------------- | ---- | ------------------- | ---- | --------- | --------- | ------------------ | ----------- |
| 2024.06.01 | 京都   | 2歳新馬           |        | 芝1600m（良） | 11    | 3     | 3     | 012.20（5人）   | 10着 | R1:38.9（38.0）     | -5.1 | 0横山典弘 | 55        | ダノンフェアレディ | 462         |
| 0000.10.06 | 京都   | 2歳未勝利         |        | ダ1400m（良） | 11    | 3     | 3     | 019.20（3人）   | 04着 | R1:27.7（39.8）     | -2.2 | 0横山武史 | 56        | ダノンフィーゴ     | 498         |
| 0000.10.13 | 京都   | 2歳未勝利         |        | ダ1400m（良） | 11    | 2     | 2     | 003.10（2人）   | 03着 | R1:26.0（37.8）     | -0.5 | 0横山武史 | 56        | シャドウキャッスル | 490         |
| 0000.11.03 | 京都   | 2歳未勝利         |        | ダ1400m（重） | 13    | 7     | 11    | 002.30（1人）   | 01着 | R1:26.9（38.2）     | -1.2 | 0松山弘平 | 56        | （ダブルシルバー） | 496         |
| 2025.01.12 | 中京   | 3歳1勝クラス      |        | ダ1400m（良） | 16    | 6     | 11    | 036.00（8人）   | 01着 | R1:24.1（36.8）     | -0.0 | 0松山弘平 | 57        | （ピエマンソン）   | 512         |
| 0000.03.16 | 中京   | 昇竜S             | OP     | ダ1400m（重） | 12    | 3     | 3     | 003.00（2人）   | 01着 | R1:23.2（36.1）     | -0.2 | 0松山弘平 | 57        | （ハグ）           | 512         |
| 0000.05.01 | 園田   | 兵庫CS            | JpnII  | ダ1400m（良） | 12    | 7     | 9     | 001.90（1人）   | 01着 | R1:27.9（37.3）     | -0.3 | 0松山弘平 | 57        | （ハッピーマン）   | 508         |
| 0000.08.14 | 門別   | 北海道スプリントC | JpnIII | ダ1200m（良） | 8     | 2     | 2     | 002.00（1人）   | 02着 | R1:12.6（37.1）     | -0.2 | 0松山弘平 | 57        | ヤマニンチェルキ   | 520         |

- 競走成績は2025年8月14日現在

## 血統表
| マテンロウコマンドの血統        | マテンロウコマンドの血統           | マテンロウコマンドの血統       | （血統表の出典）               | （血統表の出典） |
| 父系                            | ストームバード系                   | ストームバード系               | ストームバード系               | [ § 2 ]          |
| 父 *ドレフォン 鹿毛 2013        | 父の父Gio Ponti 鹿毛 2005          | Tale of the Cat                | Storm Cat                      | Storm Cat        |
| 父 *ドレフォン 鹿毛 2013        | 父の父Gio Ponti 鹿毛 2005          | Tale of the Cat                | Yarn                           |                  |
| 父 *ドレフォン 鹿毛 2013        | 父の父Gio Ponti 鹿毛 2005          | Chipeta Springs                | Alydar                         | Alydar           |
| 父 *ドレフォン 鹿毛 2013        | 父の父Gio Ponti 鹿毛 2005          | Chipeta Springs                | Salt Spring                    |                  |
| 父 *ドレフォン 鹿毛 2013        | 父の母Eltimaas 鹿毛 2007           | Ghostzapper                    | Awesome Again                  | Awesome Again    |
| 父 *ドレフォン 鹿毛 2013        | 父の母Eltimaas 鹿毛 2007           | Ghostzapper                    | Baby Zip                       |                  |
| 父 *ドレフォン 鹿毛 2013        | 父の母Eltimaas 鹿毛 2007           | Najecam                        | Trempolino                     | Trempolino       |
| 父 *ドレフォン 鹿毛 2013        | 父の母Eltimaas 鹿毛 2007           | Najecam                        | Sue Warner                     |                  |
| 母 ダイアナヘイロー 黒鹿毛 2013 | 母の父キングヘイロー 鹿毛 1995     | *ダンシングブレーヴ            | Lyphard                        | Lyphard          |
| 母 ダイアナヘイロー 黒鹿毛 2013 | 母の父キングヘイロー 鹿毛 1995     | *ダンシングブレーヴ            | Navajo Princess                |                  |
| 母 ダイアナヘイロー 黒鹿毛 2013 | 母の父キングヘイロー 鹿毛 1995     | *グッバイヘイロー              | Halo                           | Halo             |
| 母 ダイアナヘイロー 黒鹿毛 2013 | 母の父キングヘイロー 鹿毛 1995     | *グッバイヘイロー              | Pound Foolish                  |                  |
| 母 ダイアナヘイロー 黒鹿毛 2013 | 母の母ヤマカツセイレーン 栗毛 2007 | *グラスワンダー                | Silver Hawk                    | Silver Hawk      |
| 母 ダイアナヘイロー 黒鹿毛 2013 | 母の母ヤマカツセイレーン 栗毛 2007 | *グラスワンダー                | Ameriflora                     |                  |
| 母 ダイアナヘイロー 黒鹿毛 2013 | 母の母ヤマカツセイレーン 栗毛 2007 | ヤマカツサクラ                 | フジキセキ                     | フジキセキ       |
| 母 ダイアナヘイロー 黒鹿毛 2013 | 母の母ヤマカツセイレーン 栗毛 2007 | ヤマカツサクラ                 | ローズサッシュ                 |                  |
| 母系(F-No.)                     | ロイヤルサッシュ(GB)系(FN:1-t)     | ロイヤルサッシュ(GB)系(FN:1-t) | ロイヤルサッシュ(GB)系(FN:1-t) | [ § 3 ]          |
| 5代内の近親交配                 | アウトブリード                     | アウトブリード                 | アウトブリード                 | [ § 4 ]          |
| 出典                            | 1. 2. 3. 4.                        | 1. 2. 3. 4.                    | 1. 2. 3. 4.                    | 1. 2. 3. 4.      |

- 母ダイアナヘイローは2018年阪神カップなど重賞3勝。
- 4代母ローズサッシュはステイゴールドの半妹。